# Melinda flavibasis
Melinda flavibasis är en tvåvingeart som först beskrevs av Malloch 1931.  Melinda flavibasis ingår i släktet Melinda och familjen spyflugor. Inga underarter finns listade i Catalogue of Life.